# Høver M.F. 11
Høver M.F. 11 – norweski wodnosamolot wyprodukowany przez firmę Marinens Flyvebaatfabrikk, który wziął udział w odpieraniu niemieckiej inwazji na Norwegię w 1940 roku.

## Historia
Budowę nowego wodnosamolotu rozpoznawczego, który miał zastąpić używany i starzejący się typ Hansa-Brandenburg W.33, wzięła na swoje barki krajowa wytwórnia lotnicza Marinens Flyvebaatfabrikk w Horten. Maszyna powstała pod kierunkiem komandora J.E. Høvera. Gotowy prototyp po raz pierwszy wzbił się w powietrze 29 września 1931. Samolot miał bardzo dobrą opinię, jako łatwa w pilotażu i niezawodna maszyna. W 1940 roku, podczas niemieckiej inwazji na Norwegię M.F. 11 brały udział w atakach na hitlerowską flotę inwazyjną, jednak bez większych sukcesów. Po zajęciu Norwegii część samolotów wraz z załogami przedostała się do Wielkiej Brytanii, część uciekła do Finlandii, gdzie została internowana a Fińskie Siły Powietrzne wcieliły wodnosamoloty do swoich jednostek. Około 16 samolotów przejęli Niemcy, którzy wykorzystywali je na terenie Norwegii.

## Konstrukcja
Høver M.F. 11 był dwupłatowym wodnosamolotem o konstrukcji mieszanej. Kadłub kryty płótnem o konstrukcji kratownicowej zbudowanej ze spawanych ze sobą stalowych rur. Odkryta kabina pilota znajdowała się przed skrzydłami. Za nimi swoje stanowisko miał tylny strzelec. Napęd samolotu stanowił nieosłonięty silnik gwiazdowy Armstrong Siddeley Panther produkowany od 1933 roku na licencji w Norwegii. Silnik napędzał metalowe, trzyłopatowe śmigło. Podwozie składało się z dwóch pływaków. Uzbrojenie składało się z dwóch stałych karabinów 7,62 mm Colt M1914 i jednego tego samego typu na obrotnicy w tylnej kabinie. Samolot mógł przenosić 200 kg bomb.